# Šobadine
Šobadine so naselje v občini Bileća, Bosna in Hercegovina. 

## Deli naselja
Duboki Do, Karaševina, Latkovo, Ljubišići, Podprisoje, Selina in Šobadine.

## Prebivalstvo
| Pregled števila prebivalcev po letih | Pregled števila prebivalcev po letih | Pregled števila prebivalcev po letih | Pregled števila prebivalcev po letih | Pregled števila prebivalcev po letih | Pregled števila prebivalcev po letih |
| ------------------------------------ | ------------------------------------ | ------------------------------------ | ------------------------------------ | ------------------------------------ | ------------------------------------ |
| 1948                                 | 1953                                 | 1961                                 | 1971                                 | 1981                                 | 1991                                 |
| -                                    | -                                    | -                                    | 118                                  | 75                                   | 51                                   |

| Narodna sestava prebivalstva po letih                                                                                    | Narodna sestava prebivalstva po letih                                                                                    | Narodna sestava prebivalstva po letih                                                                                    |
| --- | --- | --- |
| 1971 | 1981 | 1991 |
| . skupaj: 118 Srbi 118 (100 %) Hrvati 0 (0,00 %) Muslimani 0 (0,00 %) Jugoslovani 0 (0,00 %) drugi in neznano 0 (0,00 %) | . skupaj: 75 Srbi 69 (92,00 %) Hrvati 0 (0,00 %) Muslimani 0 (0,00 %) Jugoslovani 6 (8,00 %) drugi in neznano 0 (0,00 %) | . skupaj: 51 Srbi 50 (98,03 %) Hrvati 0 (0,00 %) Muslimani 0 (0,00 %) Jugoslovani 1 (1,96 %) drugi in neznano 0 (0,00 %) |